# Bollman Truss Bridge
Die Bollman-Brücke, englisch Bollman Truss Bridge ist eine ehemalige Eisenbahnbrücke über den Little Patuxent River bei Savage im US-Bundesstaat Maryland. Sie ist die einzige erhaltene Brücke mit einem Bollman-Träger und wurde vom Amerikanischen Verband der Bauingenieure ASCE als erstes Nationales Ingenieurtechnischen Baudenkmal in seine Liste der geschichtlichen Meilensteine der Ingenieurbaukunst aufgenommen.

## Geschichte
Die zuerst auf einer Strecke der Baltimore and Ohio Railroad eingesetzte Brücke wurde 1869 gebaut und 1887 an die jetzige Stelle im Anschlussgleis einer Flachsmühle eingebaut. Sie ersetzte dabei eine Bogenbrücke aus Stein, die aufgrund der Umgestaltung der Mühle nicht mehr genutzt werden konnte. Die Brücke war bis 1947 in Betrieb, ohne dass sie je verstärkt wurde. Die Rangierarbeiten wurden zuletzt mit zusätzlichen Wagen ausgeführt, so dass die Lokomotiven selbst die Brücke nicht mehr befahren mussten.
In den 1960er-Jahren wurde man sich der historischen Bedeutung der Brücke bewusst. Das Bauwerk wurde instand gesetzt und frisch gestrichen. Die Brücke befindet sich in einem Park und überführt einen Fußweg. Am 16. Februar 2000 erhielt die Brücke den Status einer National Historic Landmark.